# Andong
Andong este un oraș din provincia Gyeongsangbuk-do, Coreea de Sud. Este cel mai mare oraș din partea de nord a provinciei, cu o populație de 167.821 de locuitori în luna octombrie 2010.
Începând cu anii 1970 Andong s-a dezvoltat rapid, deși populația a scăzut cu aproape 70.000 de oameni, care s-au mutat în Seul și în alte centre urbane. La sfârșitul anilor 1990 și începutul anilor 2000, Andong a devenit un centru cultural și turistic. Andong este cunoscut ca un centru de cultură și tradiții populare. Zona înconjurătoare susține multe tradiții vechi, astfel încât în mijlocul lui octombrie Festivalul de Folk Andong are loc în fiecare an. Unul dintre cele mai renumite aspecte ale acestor festivități culturale sunt măștile Andong.
Universitatea Națională de Andong, specializată în educație și folclor coreean, a crescut rapid din 1970. Alte instituții terțiare includ Colegiul Andong pentru știință și Colegiul Catolic Sanji.

## Istorie
În jurul anului 1 BC, Andong a fost fondat de către poporul Jinhan și a fost cunoscut sub numele de Gochang. În timpul perioadei celor 3 regate, zona a fost controlată de către regatul Silla. Pe timpul bătăliei de la Gochang din 930 a fost încercat aici între forțele Hubaekje și armata Goryeo condusă de Wanggeon, care a caștigat controlul asupra orașului și l-a redenumit Andong.
După ascensiunea dinastiei Joseon la tronul Coreei, Andong a devenit un centru confucianist. Zona a fost extrem de conservatoare pentru o lungă perioadă de timp și a produs mulți savanți de conducere confucianistă. Toe-gye Yi Hwang (1501-1570), unul dintre cele mai importanți dintre cercetătorii coreeni, a venit din Andong. Yi Hwang s-a retras mai târziu înapoi în țara lui și a început crearea academiei confucianiste Dosan Seowon, care a fost terminată după moartea sa. În această perioadă Andong și familiile sale principale au fost influente în cercurile politice coreeane, dintre care cele trei familii notabile au fost Andong Kim, Jang Andong și clanurile Andong Kwon.
După secolul al 16-lea Andong a devenit mai puțin influent, până la începutul secolului al 19-lea, atunci când o căsătorie a familiei locale Kim a avut ca rezultat o influență puternică asupra familiei regale.
Andong fost site-ul de lupte intense în timpul războiului din Coreea de la începutul anilor 1950, în bătălia de la Andong. Deși orașul a fost aproape distrus, a fost reconstruit rapid. În 1976 Barajul Andong a fost construit, oferind orașului o sursă sigură de energie electrică.

## Mâncăruri tradiționale
Andong are alimente celebre locale, originare din oraș, cum ar fi heotjesabap, Andong jjimdak, Andong soju (un vin de orez), Andong sikhye (un punch), Geonjin guksu (un fel de mâncare cu tăiței), și macrou sărat.
Heotjesabap este o varietate de bibimbap, servit cu sos de soia (ganjang) în loc de Gochujang (pastă de ardei iute), care este mult mai frecvent utilizată. Heotjesa bab constă în principal din mai multe tipuri de namul (legume tinere germinate) peste orez alb. De asemenea, este servit cu pește la grătar, rechin și Jeon (clătită coreenă). Termenul Heotjesa BAP înseamnă literal "feluri de mâncare pentru jesa fals", reprezentând ceremoniile de aniversare ale strămoșilor morți venerați în Coreea. Motivul pentru care este considerat fals este că acesta nu este acoperit cu cenusă de tămâie, așa cum s-ar întâmpla la orice mâncare dintr-un ritual jesa.
Andong jjimdak este o varietate de jjim (un fel de mâncare coreeană aburită sau fiartă), făcut cu carne de pui, tăiței de celofan și diverse legume marinate într-un ganjang (sos de soia coreeană) ca sos pe bază. Numele înseamnă literal "pui aburit de Andong." Există multe speculații cu privire la originea vasului. Una dintre ele este faptul că acesta este o alimentare de specialitate al satului interior bogat din Andong în timpul perioadei Joseon, pregătit și mâncat pentru ocazii speciale. mai probabilă explicație este că în anii 1980 în golmok Dak (닭 골목, la propriu "alee pui ") din" Andong Piața veche, "proprietarii de restaurante nu a făcut un fel de mâncare include ingrediente obișnuit solicitate în actualul „jjimdak Andong”. Restauratorii din zonă susțin că a fost inventat de cinci femei locale în vârstă, care au limitat furnituri de pui și a vrut să-l întindă. Speculația cea mai plauzibila dintre ipotezele existente este faptul că comercianții de golmok Dak la piață au creat antena pentru a păstra poziția lor față de expansiunea rapidă a magazinelor de pui prăjit din Vest.
Andong Soju este o specialitate a regiunii. Aceasta se face cu ingrediente naturale, spre deosebire de branduri de serie, a fost folosit istoric pentru scopuri medicinale și a fost dezvoltat în timpul dinastiei Silla. Tradițiile de Andong Soju au fost aproape pierdute in anii '60 si '70 din cauza legislației guvernului, dar ele au fost aduse de către Cho Ok-hwa, skillholder în timpul curent. Andong soju a fost făcută în mod tradițional de către soția unei gospodării, iar ea a transmis secretele pentru nurorile ei.
Macroul este o altă delicatesă locală populara. Prins în aval unde râul Nakdong se întâlnește cu marea, din cele mai vechi timpuri, peștele s-a strica înainte dacă nu ar fi fost făcute interioare. Folosind tehnici speciale de sărare, Andong a făcut interioare unde peștele putea fi adus, astfel aristocrați se puteau deplasa la Andong special pentru peștele sărat.
Sikhye este un pumn de orez fermentat servit peste Coreea. Varietatea Andong, cu toate acestea, este deosebit de picantă, realizată cu ardei roșu sub formă de pulbere, ghimbir și ridichi. Sikhye contine Lactobacillus, o tulpină benignă de bacterii găsite în tractul gastro-intestinal și de multe ori folosită ca un ajutor digestiv în diverse feluri de mâncare, inclusiv kimchi, iaurt și varză.

## Clima
| Date climatice pentru Andong (1981–2010)   | Date climatice pentru Andong (1981–2010) | Date climatice pentru Andong (1981–2010) | Date climatice pentru Andong (1981–2010) | Date climatice pentru Andong (1981–2010) | Date climatice pentru Andong (1981–2010) | Date climatice pentru Andong (1981–2010) | Date climatice pentru Andong (1981–2010) | Date climatice pentru Andong (1981–2010) | Date climatice pentru Andong (1981–2010) | Date climatice pentru Andong (1981–2010) | Date climatice pentru Andong (1981–2010) | Date climatice pentru Andong (1981–2010) | Date climatice pentru Andong (1981–2010) |
| Luna                                       | Ian                                      | Feb                                      | Mar                                      | Apr                                      | Mai                                      | Iun                                      | Iul                                      | Aug                                      | Sep                                      | Oct                                      | Nov                                      | Dec                                      | Anual                                    |
| ------------------------------------------ | ---------------------------------------- | ---------------------------------------- | ---------------------------------------- | ---------------------------------------- | ---------------------------------------- | ---------------------------------------- | ---------------------------------------- | ---------------------------------------- | ---------------------------------------- | ---------------------------------------- | ---------------------------------------- | ---------------------------------------- | ---------------------------------------- |
| Maxima medie °C (°F)                       | 3.6 (38,5)                               | 6.4 (43,5)                               | 11.8 (53,2)                              | 19.4 (66,9)                              | 24.2 (75,6)                              | 27.4 (81,3)                              | 29.0 (84,2)                              | 29.8 (85,6)                              | 25.5 (77,9)                              | 20.3 (68,5)                              | 12.8 (55)                                | 6.0 (42,8)                               | 18,0 (64,4)                              |
| Media zilnică °C (°F)                      | −2.2 (28)                                | 0.2 (32,4)                               | 5.3 (41,5)                               | 12.2 (54)                                | 17.4 (63,3)                              | 21.4 (70,5)                              | 24.3 (75,7)                              | 24.8 (76,6)                              | 19.8 (67,6)                              | 13.2 (55,8)                              | 6.1 (43)                                 | 0.0 (32)                                 | 11,9 (53,4)                              |
| Minima medie °C (°F)                       | −7.4 (18,7)                              | −5.3 (22,5)                              | −0.5 (31,1)                              | 5.2 (41,4)                               | 10.8 (51,4)                              | 16.1 (61)                                | 20.6 (69,1)                              | 20.9 (69,6)                              | 15.4 (59,7)                              | 7.7 (45,9)                               | 0.6 (33,1)                               | −5.2 (22,6)                              | 6,6 (43,9)                               |
| Precipitații mm (inches)                   | 20.1 (0.791)                             | 26.9 (1.059)                             | 44.9 (1.768)                             | 68.2 (2.685)                             | 91.5 (3.602)                             | 136.8 (5.386)                            | 244.3 (9.618)                            | 217.8 (8.575)                            | 131.9 (5.193)                            | 36.9 (1.453)                             | 30.6 (1.205)                             | 16.6 (0.654)                             | 1.066,4 (41,984)                         |
| Umiditate [%]                              | 61.6                                     | 60.1                                     | 59.8                                     | 56.7                                     | 63.0                                     | 71.3                                     | 79.3                                     | 78.6                                     | 77.8                                     | 73.3                                     | 68.8                                     | 64.4                                     | 67,9                                     |
| Nr. de zile cu precipitații (≥ 0.1 mm)     | 5.3                                      | 5.8                                      | 7.4                                      | 7.9                                      | 9.2                                      | 10.1                                     | 14.1                                     | 13.2                                     | 9.5                                      | 5.9                                      | 6.2                                      | 5.4                                      | 100                                      |
| Ore însorite                               | 185.4                                    | 183.0                                    | 200.6                                    | 218.7                                    | 224.5                                    | 190.4                                    | 148.9                                    | 167.1                                    | 150.9                                    | 181.7                                    | 164.7                                    | 177.8                                    | 2.193,6                                  |
| Sursă: Korea Meteorological Administration |                                          |                                          |                                          |                                          |                                          |                                          |                                          |                                          |                                          |                                          |                                          |                                          |                                          |

## Orașe înfrățite
- Bacolod City, Filipine[10]
- Sagae, Japonia
- Pingdingshan, China
- Qufu, China

Parteneriate cu:
- Holon, Israel

## Personalități
- Cho Yoon-jeong
- Ji Han Jae
- Kim Jin-Kyu
- Park Ki-woong

## Galerie

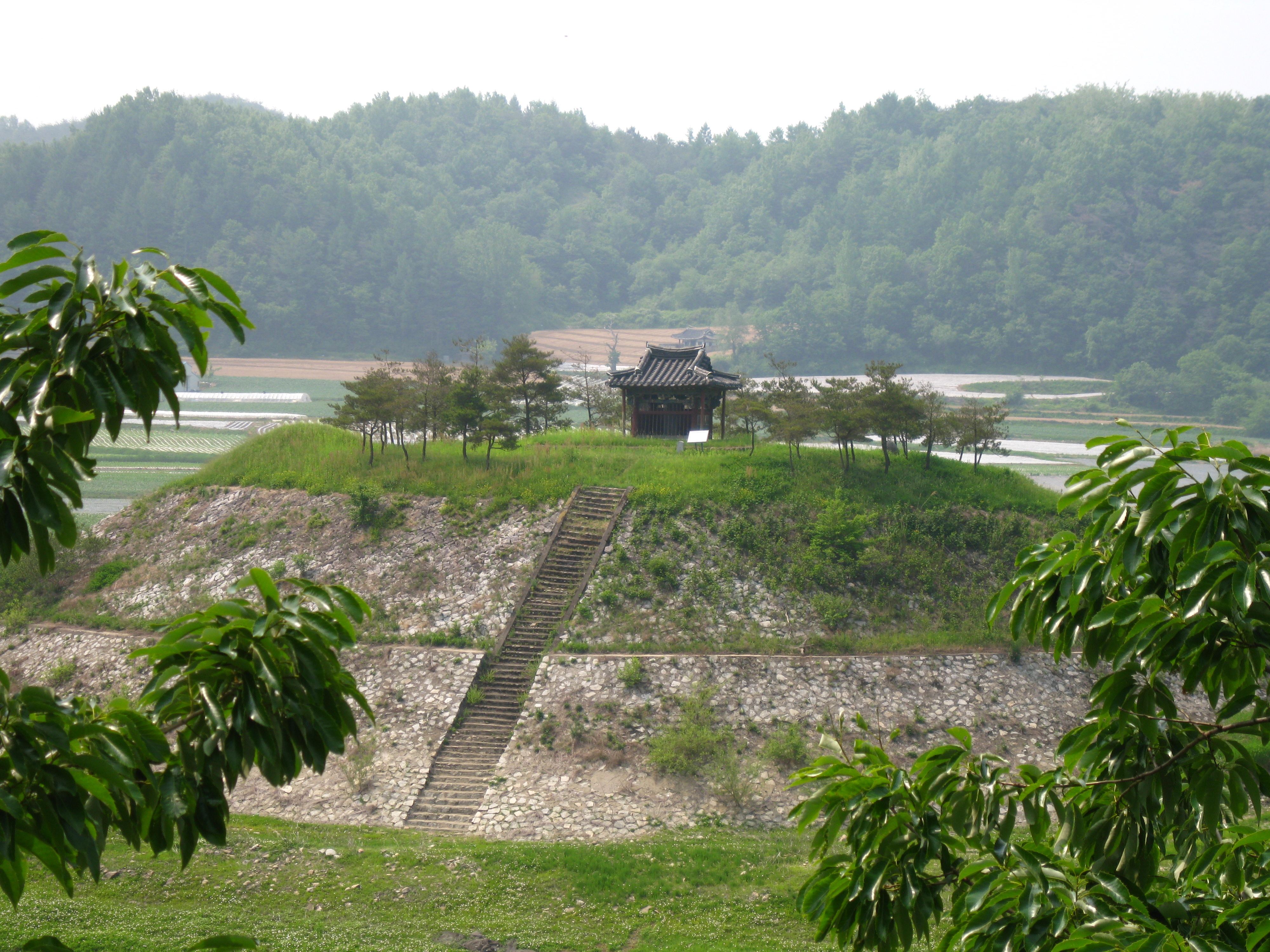
Sisadan
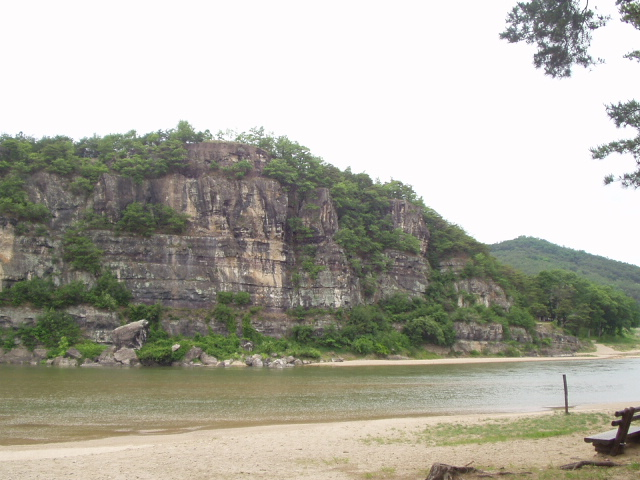
Buyeongdae
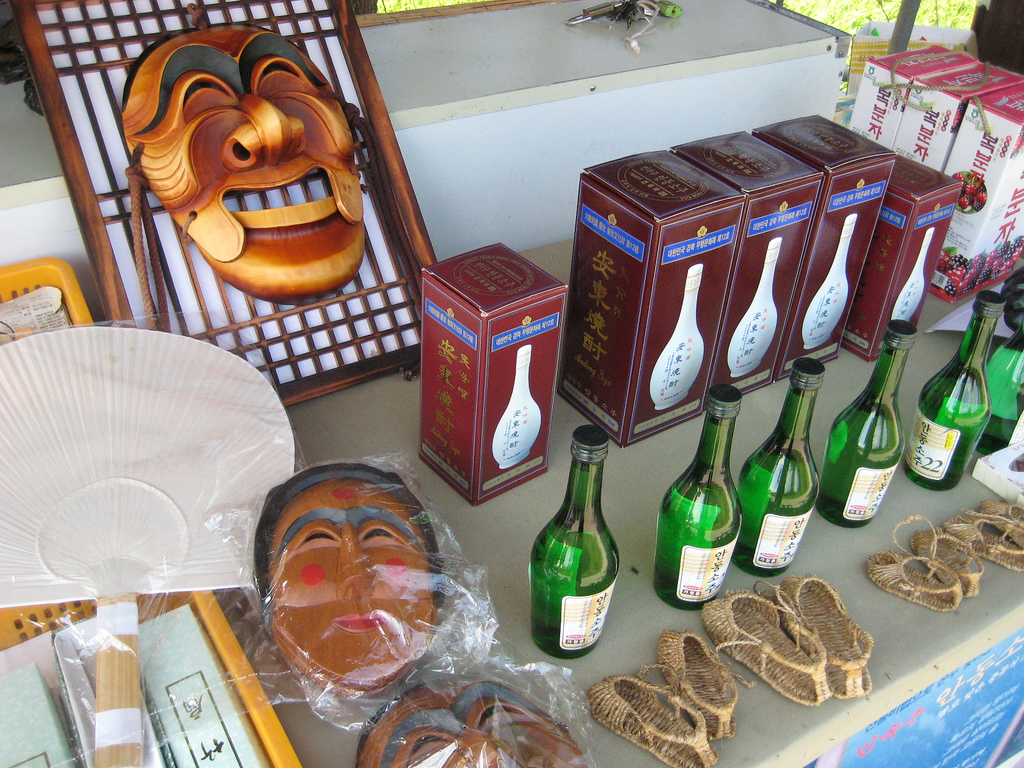
Andong soju and hahoe mask
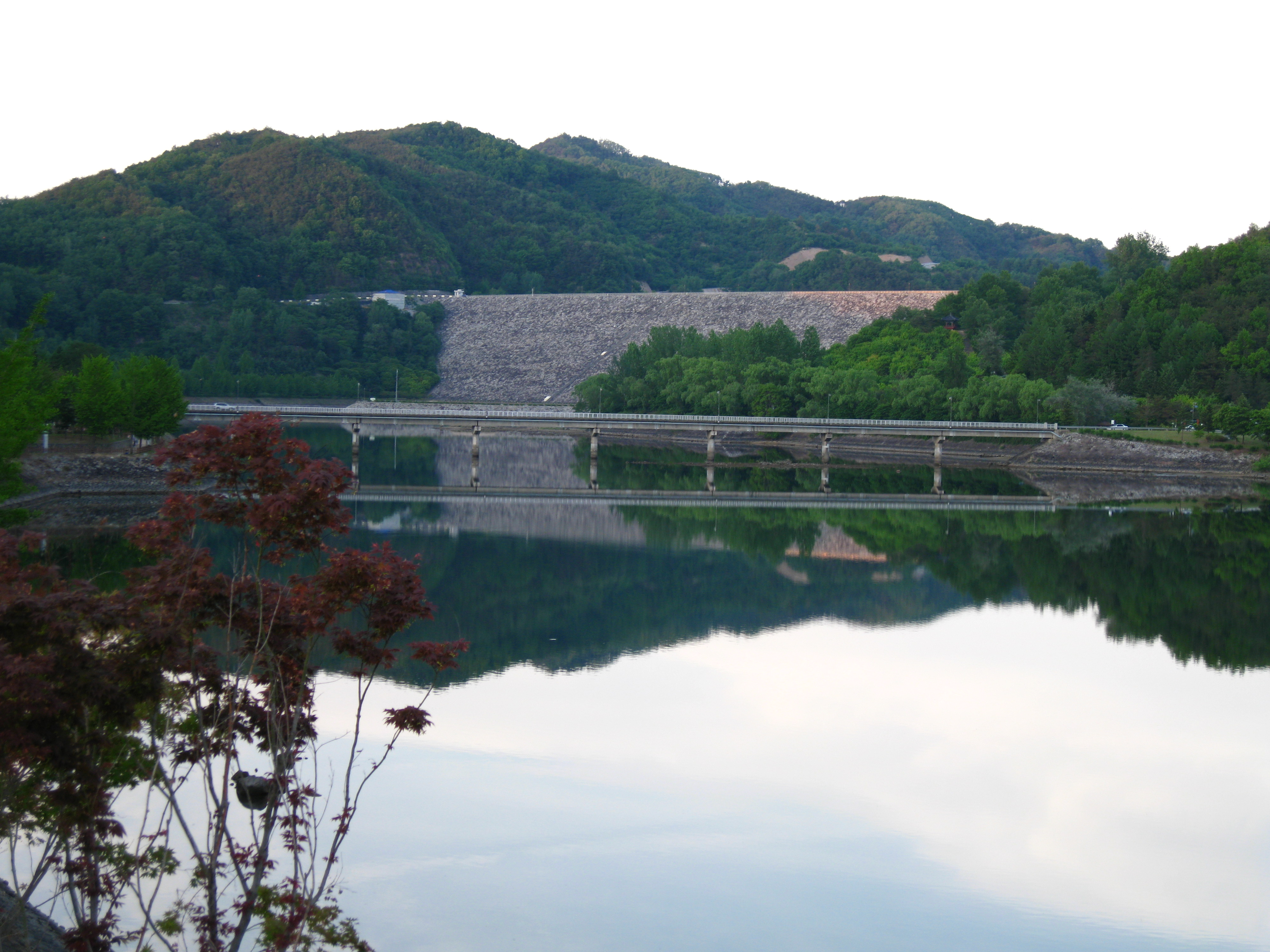
Bridge near Andong dam.
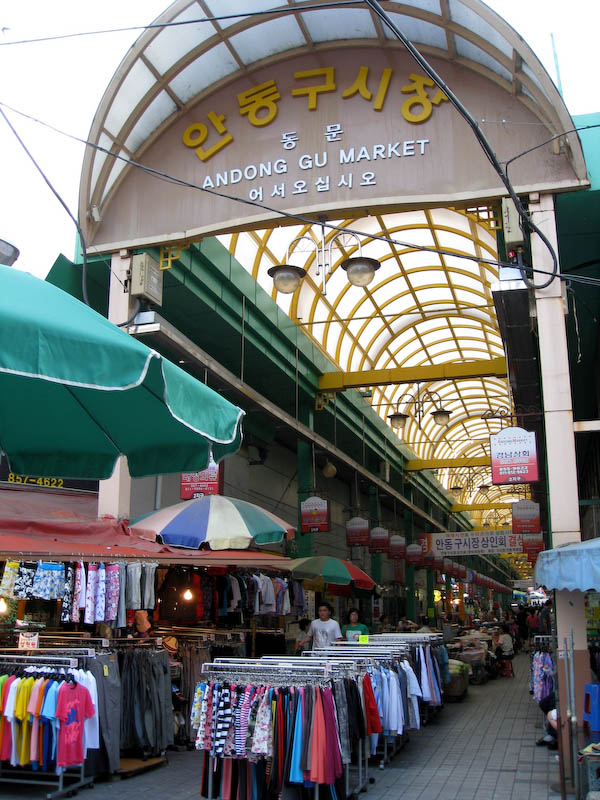
Andong Gu Market, food market in downtown Andong

## Vezi si
- Confederația Jinhan
- Silla
- Cele trei regate ale Coreei